# Daniel Lopuszanski
Daniel Lopuszanski est un pêcheur français, dont le domaine de prédilection est la pêche au gros (thon, marlin, tarpon...).
Détenteur de trois records du monde (au poids de la prise, marlin noir et tarpon, entre l'Australie et la Sierra Leone) de 1987 à 1997, il a été Champion du monde catégorie 50 lbs en 1995 à Saint-Martin, deux fois vainqueur du Master de l'Escala en 2003 et 2005 (gros thons au broumé, Espagne), vainqueur de la Coupe d'Europe de pêche au broumé catégorie 130 lbs en 2003 (Castellón de la Plana), Champion de France catégorie 80 lbs en 1994 et 1998, catégorie 130 lbs en 1990, et des Coupes de France catégorie 80 lbs en 1993, et catégorie 130 lbs en 1988, 1992, et 1996.
Avec son frère Michel, il gère la société Normandie Appats depuis Marseille.